# Leevi Madetoja
Œuvres principales
- Pohjalaisia (Les Ostrobothniens) (1923)

Leevi Madetoja (prononciation : /ˈmɑdet.ˈojɑ/) est un compositeur finlandais, né le 17 février 1887 à Oulu, mort le 6 octobre 1947 à Helsinki.

## Biographie
Il effectue ses études dans son pays natal à l'Université d'Helsinki et étudie la composition avec Sibelius à l'Institut de musique d'Helsinki (devenu l'Académie Sibelius), puis à Paris (1910-1911) avec Vincent d’Indy, ensuite à Vienne avec Robert Fuchs (1911-1912) et enfin à Berlin.
Enseignant en Finlande à l'Institut de musique d'Helsinki (1916-1938), il devient également chef d'orchestre assistant auprès de Robert Kajanus en 1912, avant de créer son propre orchestre. Il est également critique musical pour le journal Helsingin Sanomat (1916-1932). Il est nommé maître de conférences à l'Université d'Helsinki en 1928. En 1917, il fonde l'Association des musiciens finlandais.
Il est influencé par la musique folklorique d'Ostrobotnie, notamment dans son célèbre opéra Pohjalaisia, et par l'école française en raison de ses nombreux séjours en France dans les années 1920-1930.
Élève puis rival de Jean Sibélius qui admire sa deuxième symphonie, Madetoja est également renommé pour sa musique chorale et ses quelque 50 mélodies. Comme Sibelius, il a trouvé une partie de son inspiration dans le Kalevala, un recueil de légendes finlandaises.

## Œuvres principales

### Opéras
- Pohjalaisia (Les Ostrobotniens), op. 45, en 3 actes (1923)
- Juha, op. 74, en 3 actes d'après le roman de Juhani Aho, livret de Aino Ackté (1934)

### Œuvres pour voix
- 9 chœurs d'hommes a cappella, op.8 (1908-1914)
- 9 chœurs d'hommes a cappella, op. 23 (1912-1916)
- 5 mélodies, op. 26 (1914-1916)
- 3 chœurs mixtes a cappella, op. 30b (1914)
- 3 chœurs d'hommes a cappella, op. 62 (1925-1928)
- 3 chœurs d'hommes a cappella, op. 66, sur des textes de Sandor Petöfi (1924-1929)
- Cantate "Lauluseppele" (L. Pohjanpää), op. 78, en 3 parties pour solistes, chœur d'hommes et orchestre (1938)
- 7 chœurs d'hommes a cappella, op. 81 (1945-1946)

### Œuvres symphoniques
- Kullervo : ouverture symphonique, op. 15 (1913)
- Symphonie no 1 en fa majeur, op. 29 (1916) (3 mouvements : 1. Allegro, 2. Lento misterioso, 3. Finale - Allegro vivace)
- Symphonie no 2 en mi bémol majeur, op. 35 (1918) (4 mouvements : 1. Allegro moderato, 2. Andante, 3. Allegro non troppo, 4. Andantino)
- Suite ostrobothnienne : suite symphonique, op. 52 (tirée de l'opéra Pohjalaisia)
- Ouverture pour la comédie d'Aleksis Kivi "Nummisuutarit", op. 53 (1923)
- Symphonie no 3 en la majeur, op. 55 (1926) (4 mouvements : 1. Andantino - Allegretto, 2. Adagio, 2. Allegro non troppo, 4. Pesante, tempo moderato - Allegretto)

### Musique de ballet
- Okon Fuoko, op. 58, ballet en un acte sur un livret de Poul Knudsen (1927)

## Discographie
Les chefs finlandais ont gravé les symphonies de Madetoja. Une intégrale des symphonies a été enregistrée par Petri Sakari et l'Orchestre symphonique d'Islande. On peut aussi citer Leif Segerstam (symphonie n° 1), Paavo Rautio (symphonie n° 2), Jukka-Pekka Saraste (symphonie n° 3 et la suite Les Ostrobotniens) et Jorma Panula (Ouverture Comédie op.53) . Leif Segerstam a également enregistré Kullervo.

## Récompenses et reconnaissance
- Titre honorifique de professeur, 1937
- Membre honoraire des compositeurs finlandais, 1947
- Prix honorifique de la Fondation culturelle finlandaise, 1947
- Retraite de compositeur, 1919
- Membre de l'Académie royale de musique de Suède,
- Parc Madetoja, Oulu
- Salle Madetoja, Oulu